# Terry Gilliam
Terry Gilliam, all'anagrafe Terrence Vance Gilliam (Minneapolis, 22 novembre 1940), è un regista, sceneggiatore, comico, animatore, scrittore, produttore cinematografico e scenografo statunitense naturalizzato britannico (ha rinunciato alla cittadinanza statunitense nel gennaio 2006).
Unico membro americano dei Monty Python e principale autore-animatore dei cartoni surreali e bizzarri che inframmezzavano il celebre spettacolo Monty Python's Flying Circus, Terry Gilliam è diventato in seguito un regista cinematografico.

## Biografia
Gilliam è nato a Minneapolis, nel Minnesota, figlio di Beatrice e James Hall Gilliam. La famiglia si trasferì nel quartiere Panorama City di Los Angeles nel 1952. Gilliam frequentò la Birmingham High School e si laureò all'Occidental College nel 1962 in scienze politiche. Ha iniziato la sua carriera come animatore e vignettista. 
Nel 1968 si è unito ai Monty Python, al fianco di John Cleese, Eric Idle, Michael Palin, Terry Jones e Graham Chapman, occupandosi inizialmente delle animazioni e diventando in seguito un membro a pieno titolo, assumendo anche ruoli attoriali. Unico membro del gruppo non nato nel Regno Unito, Gilliam è diventato cittadino britannico naturalizzato nel 1968 e ha formalmente rinunciato alla cittadinanza statunitense nel 2006. Coi Monty Python ha collaborato alla serie televisiva Monty Python's Flying Circus (1969–1974) e ai film Monty Python e il Sacro Graal (Monty Python and the Holy Grail, 1975, diretto tra gli altri da Gilliam stesso), Brian di Nazareth (Life of Brian, 1979) e Il senso della vita (Monty Python's The Meaning of Life, 1983). Nel 1988, il gruppo ha ricevuto il BAFTA Award per il contributo eccezionale al cinema britannico. Nel 2009, a Gilliam è stato conferito il BAFTA Fellowship alla carriera.
Gilliam ha poi orientato la propria carriera verso la regia di film di carattere drammatico, affrontando tematiche legate all'immaginazione e alle opposizioni alla burocrazia e all'autoritarismo. I suoi film sono talvolta ambientati in mondi distopici e presentano elementi di commedia nera e tragicomica. Ha diretto 13 lungometraggi, tra cui Brazil (1985), Le avventure del barone di Munchausen (1988), La leggenda del re pescatore (1991), L'esercito delle 12 scimmie (1995), Paura e delirio a Las Vegas (1998), I fratelli Grimm e l'incantevole strega (2005). Inoltre, è stato sceneggiatore e/o co-regista di diversi altri film dei Monty Python. Tra gli attori noti che hanno collaborato con lui ci sono Oliver Reed, Michael Palin, Jeff Bridges, Robert De Niro, Robin Williams e Heath Ledger.

## Vita privata
È sposato dal 1973 con la truccatrice Maggie Weston da cui ha avuto tre figli: Amy (1978), Holly (1980) e Harry (1988).

## Filmografia parziale

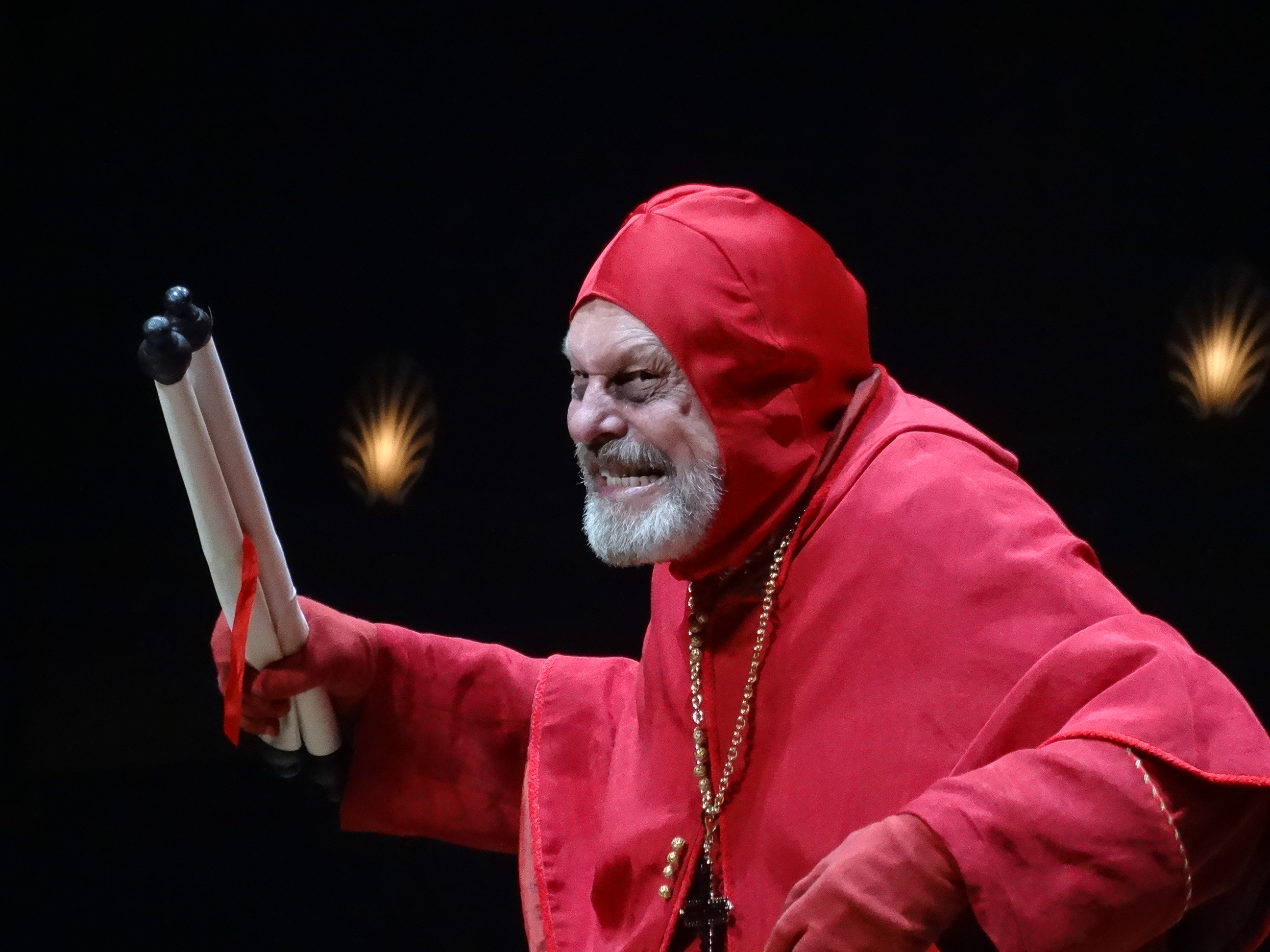
Terry Gilliam a teatro con i Monty Python nel 2014.

### Regista

#### Cinema
- Storytime - cortometraggio d'animazione (1968)
- The Miracle of Flight - cortometraggio d'animazione (1974)
- Monty Python e il Sacro Graal (Monty Python and the Holy Grail) - co-diretto con Terry Jones (1975)
- Jabberwocky (1977)
- I banditi del tempo (Time Bandits, 1981)
- The Crimson Permanent Assurance - cortometraggio che precede Monty Python - Il senso della vita (1983)
- Brazil (1985)
- Le avventure del Barone di Munchausen (The Adventures of Baron Munchausen, 1988)
- La leggenda del re pescatore (The Fisher King, 1991)
- L'esercito delle 12 scimmie (Twelve Monkeys, 1995)
- Paura e delirio a Las Vegas (Fear and Loathing in Las Vegas, 1998)
- I fratelli Grimm e l'incantevole strega (The Brothers Grimm, 2005)
- Tideland - Il mondo capovolto (Tideland, 2005)
- Parnassus - L'uomo che voleva ingannare il diavolo (The Imaginarium of Doctor Parnassus, 2009)
- The Legend of Hallowdega - cortometraggio (2010)
- The Wholly Family - cortometraggio (2011)
- The Zero Theorem - Tutto è vanità (The Zero Theorem, 2013)
- L'uomo che uccise Don Chisciotte (The Man Who Killed Don Quixote, 2018)

#### Pubblicità
- The Secret Tournament - spot per la Nike (2002)[2]
- The Rematch - spot per la Nike (2002)[2]

#### Videogiochi
- Monty Python & the Quest for the Holy Grail  - co-diretto con Terry Jones e Steve Martino (1996)

### Attore

#### Cinema
- E ora qualcosa di completamente diverso (And Now for Something Completely Different), regia di Ian MacNaughton (1971)
- Monty Python e il Sacro Graal (Monty Python and the Holy Grail), regia di Terry Gilliam e Terry Jones (1975)
- Jabberwocky, regia di Terry Gilliam (1977)
- Brian di Nazareth (Life of Brian), regia di Terry Jones (1979)
- Monty Python Live at the Hollywood Bowl, regia di Terry Hughes e Ian MacNaughton (1982)
- The Crimson Permanent Assurance, regia di Terry Gilliam - non accreditato (1983)
- Monty Python - Il senso della vita (Monty Python's The Meaning of Life), regia di Terry Jones (1983)
- Brazil, regia di Terry Gilliam (1985)
- Spie come noi (Spies Like Us), regia di John Landis (1985)
- Le avventure del barone di Munchausen (The Adventures of Baron Munchausen), regia di Terry Gilliam (1988)
- Enfermés dehors, regia di Albert Dupontel (2006)
- I O U (I rec U), regia di Federico Sfascia (2012)
- Jupiter - Il destino dell'universo (Jupiter Ascending), regia di Lana e Andy Wachowski (2015)

#### Televisione
- Monty Python's Flying Circus- serie TV, 45 episodi (1969-1974)
- Monty Python's Fliegender Zirkus - miniserie TV, non accreditato (1971)
- Pleasure at Her Majesty's, regia di Roger Graef e Jonathan Miller - film TV (1976)

### Sceneggiatore

#### Cinema
- E ora qualcosa di completamente diverso (And Now for Something Completely Different), regia di Ian MacNaughton (1971)
- The Miracle of Flight, regia di Terry Gilliam - cortometraggio d'animazione (1974)
- Monty Python e il Sacro Graal (Monty Python and the Holy Grail), regia di Terry Gilliam e Terry Jones (1975)
- Jabberwocky, regia di Terry Gilliam (1977)
- Monty Python Live at the Hollywood Bowl, regia di Terry Hughes e Ian MacNaughton (1982)
- I banditi del tempo (Time Bandits), regia di Terry Gilliam (1981)
- The Crimson Permanent Assurance, regia di Terry Gilliam - cortometraggio (1983)
- Monty Python - Il senso della vita (The Meaning of Life), regia di Terry Jones (1983)
- Brazil, regia di Terry Gilliam (1985)
- Le avventure del Barone di Munchausen (The Adventures of Baron Munchausen), regia di Terry Gilliam (1988)
- Paura e delirio a Las Vegas (Fear and Loathing in Las Vegas), regia di Terry Gilliam (1998)
- Education Tips No. 41: Choosing a Really Expensive School, regia di Terry Jones - direct-to-video (2003)
- Tideland - Il mondo capovolto (Tideland), regia di Terry Gilliam (2005)
- Parnassus - L'uomo che voleva ingannare il diavolo (The Imaginarium of Doctor Parnassus), regia di Terry Gilliam (2009)
- L'uomo che uccise Don Chisciotte (The Man Who Killed Don Quixote), regia di Terry Gilliam (2018)

#### Televisione
- Do Not Adjust Your Set - serie TV (1967)
- Marty - serie TV (1968)
- Broaden Your Mind - serie TV (1968)
- Monty Python's Fliegender Zirkus - miniserie TV (1971)
- Monty Python's Flying Circus - serie TV, 44 episodi (1969-1974)
- Python Night: 30 Years of Monty Python, regia di Terry Jones ed Elaine Shepherd - film TV (1999)

#### Videogiochi
- Monty Python & the Quest for the Holy Grail, regia di Terry Gilliam,  Terry Jones e Steve Martino (1996)

### Doppiatore
- Monty Python & the Quest for the Holy Grail - videogioco (1996)
- Un'occasione da Dio (Absolutely Anything), regia di Terry Jones (2015)

## Programmi televisivi
- Euroshow 71 - speciale TV (1971)
- Parrot Sketch Not Included - 20 Years of Monty Python, regia di Ian MacNaughton - speciale TV (1989) - sceneggiatore

## Teatro
- Monty Python Live at the Hollywood Bowl (1982)
- Slava's Diabolo di Slava Polunin. Gesher Theatre di Jaffa (2006)
- La damnation de Faust, partitura di Hector Berlioz, libretto di Berlioz e Almire Gandonnière. London Coliseum di Londra (2011)
- Benvenuto Cellini, partitura di Hector Berlioz, libretto di Léon de Wailly e Henri Auguste Barbier. London Coliseum di Londra (2014)

- Monty Python Live (Mostly), regia di Eric Idle (2014)
- Into the Woods, partitura di Stephen Sondheim, libretto di James Lapine. Theatre Royal di Bath (2022)

## Riconoscimenti
- Premio Oscar
  - 1986 – Candidatura alla migliore sceneggiatura originale per Brazil
- Golden Globe
  - 1992 – Candidatura alla migliore regia per La leggenda del re pescatore
- BAFTA
  - 2009 – Academy Fellow[3]
- Empire Awards
  - 1997 – Premio per la regia per L'esercito delle 12 scimmie
- Festival di Cannes
  - 1983 – Grand Prix Speciale della Giuria per Monty Python – Il senso della vita
- Locarno Film Festival
  - 2005 – Pardo d'onore
- Los Angeles Film Critics Association Award
  - 1985 – Premio per la miglior regia e la miglior sceneggiatura originale per Brazil
- Mostra internazionale d'arte cinematografica
  - 1991 – Leone d'Argento – Premio speciale per la regia per La leggenda del re pescatore
- Premio Fondazione Fellini
  - 2011 - Premio Fondazione Fellini[4]

## Omaggi
- Il 27 marzo 2010 è stata conferita a Terry Gilliam la cittadinanza onoraria del Comune di Montone in provincia di Perugia.
- L'asteroide 9619 Terrygilliam, scoperto nel 1993, è stato dedicato al regista statunitense.

## Doppiatori italiani
Nelle versioni in italiano delle opere in cui ha recitato, Terry Gilliam è stato doppiato da:
- Pippo Franco in: Monty Python e il Sacro Graal
- Paolo Poiret in: Monty Python - Il senso della vita
- Mauro Gravina in Monty Python - Il senso della vita (Scena trapianto organi vivi)
- Paolo Buglioni in Monty Python - Il senso della vita (Annunciatore Zulù)
- Enrico Di Troia in Spie come noi
- Carlo Valli in: Jupiter - Il destino dell'universo
- Massimo Giuliani in: Monty Python's Flying Circus (doppiaggio tardivo)
- Teo Bellia in Brian di Nazareth (doppiaggio tardivo)
- Simone Mori in Brian di Nazareth (ridoppiaggio)
- Roberto Gammino in: Monty Python - Il senso della vita (ridoppiaggio)
- Giorgio Lopez in Monty Python - Il senso della vita (Annunciatore Zulù) (ridoppiaggio)

Da doppiatore è sostituito da:
- Dario Oppido in Un'occasione da Dio